# Erica tetralix
Erica tetralix L., comúnmente brezo de turbera, es una especie de planta del género Erica o brezo, que se describe como un subarbusto perenne con pequeñas flores rosadas, acampanadas, en racimos compactos que se inclinan al final de su floración, y hojas en las volutas de cuatro (de ahí su nombre científico).

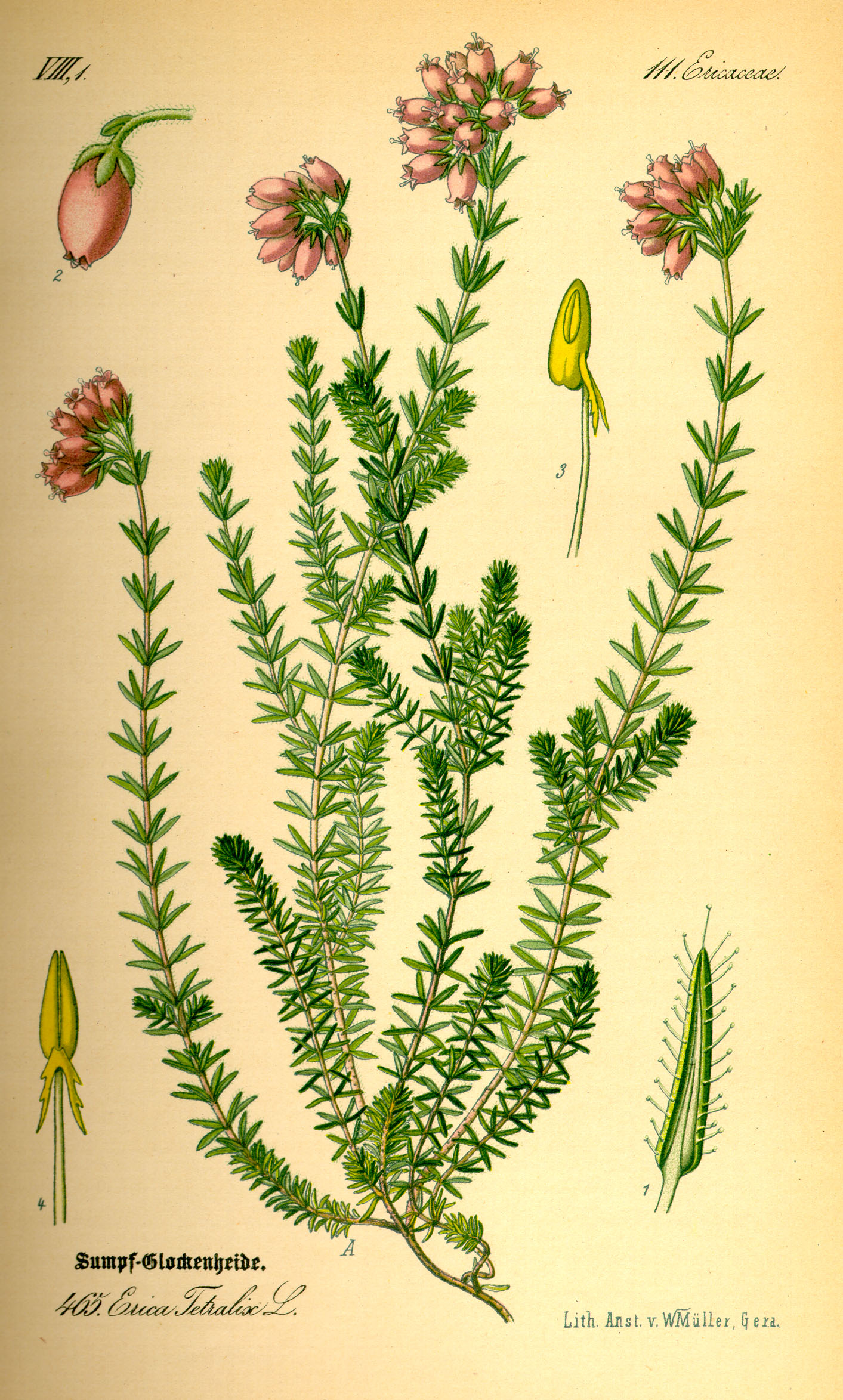
Una ilustración de Erica tetralix del.

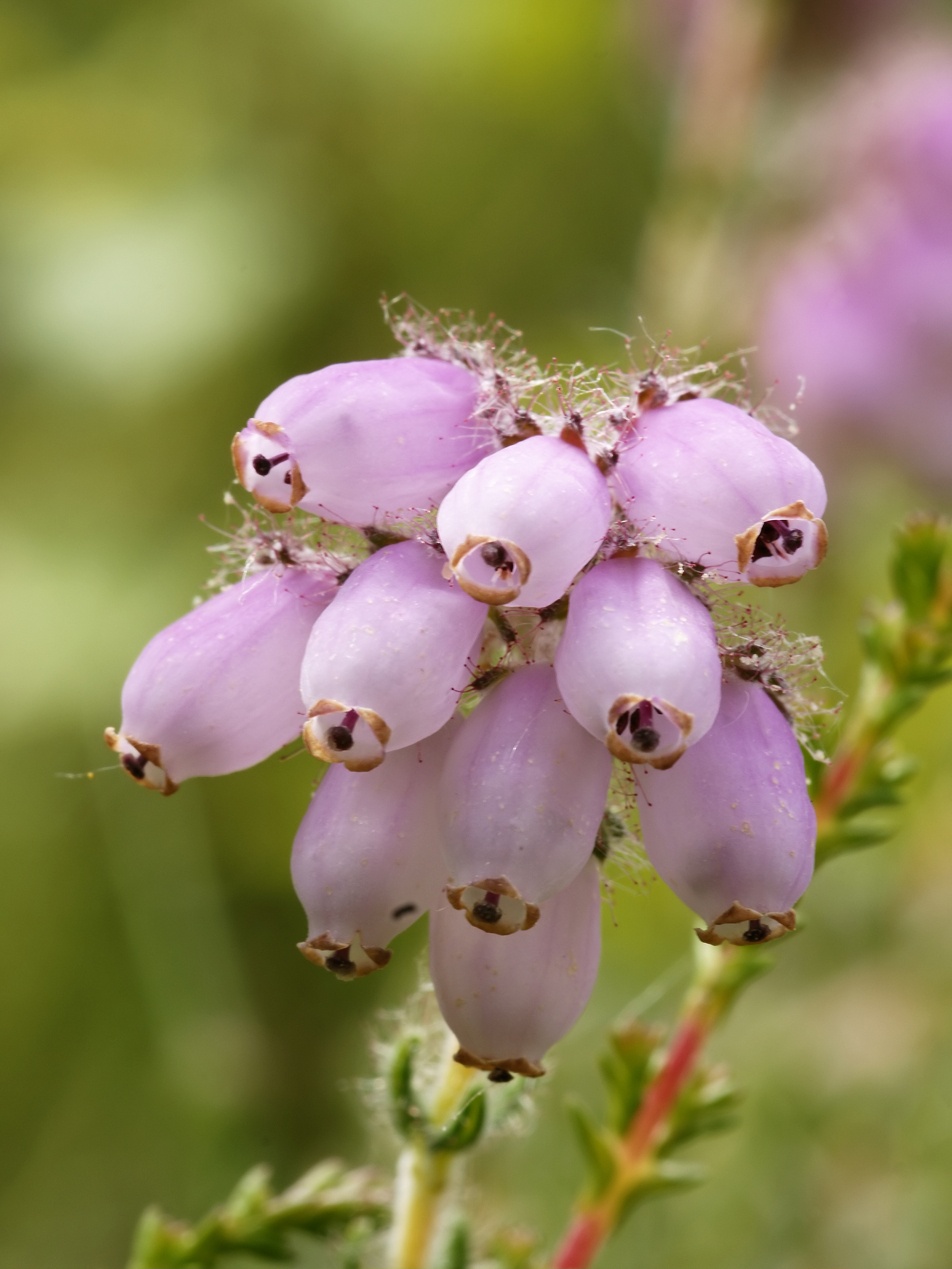
Detalle de las flores

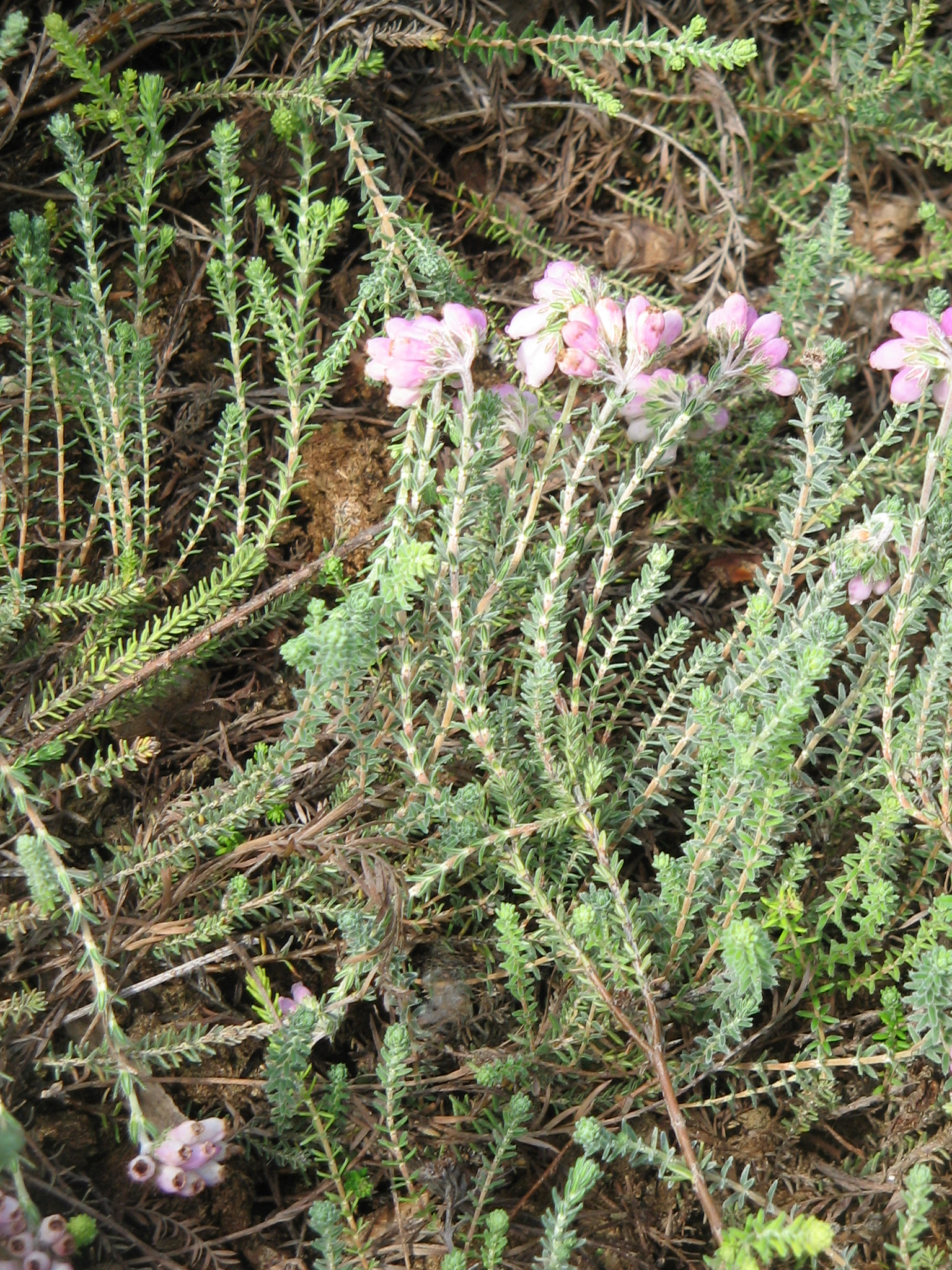
Vista de la planta

## Descripción
Es una planta perenne, un subarbusto con pequeñas flores caídas en forma de campana de color rosa que nacen en racimos compactos en los extremos de sus tallos, y hojas en verticilos de cuatro (de ahí el nombre). Las flores aparecen en verano y otoño. La distinción entre E. tetralix y la especie relacionada Erica cinerea es que las hojas lineales suelen ser glandulares y en verticilos de cuatro, mientras que en E. cinerea son glabras y se encuentran en verticilos de tres. En comparación, las hojas de Calluna vulgaris son mucho más pequeñas y las tiene en opuestos y decusados pares. Las pegajosas glándulas adhesivas en las hojas, sépalos y otras partes de la planta provocaron que Charles Darwin sugiriera que esta especie podría ser una planta protocarnívora, pero poca o ninguna investigación se ha hecho en este sentido.

## Hábitat y distribución
Su hábitat natural se encuentra en las áreas húmedas de Europa, principalmente en la franja atlántica occidental, desde la zona sur de Portugal al centro de Noruega, y también en ciertas regiones pantanosas, alejadas de la costa, de Europa Central.
En los pantanos, brezales húmedos y bosques húmedos de coníferas, la Erica tetralix puede convertirse en la flora dominante. Ha sido introducida en partes de Norteamérica y otras partes de Europa como Austria y Suiza.
Las flores aparecen entre junio y octubre, y se distingue de otros miembros europeos del género Erica por la ausencia de anteras protuberantes. Las diferencias entre E. tetralix y el género relacionado Calluna son las hojas, las cuales son pequeñas y poseen el margen aserrado en Calluna, mientras que Erica, en la cual las hojas son lineares, lo poseen entero.

## Cultivo
En el cultivo, al igual que otros brezos, E. tetralix requiere un suelo bien drenado, a pleno sol con tierra ácida, ya que es un calcifuga. Numerosos cultivares han sido desarrollados para el uso del jardín, de los cuales E. tetralix f. alba 'Alba Mollis' (una variedad de flores blancas) ha ganado el premio Award of Garden Merit de la Royal Horticultural Society.

## Taxonomía
Erica tetralix fue descrita por Carlos Linneo y publicado en Species Plantarum 1: 353. 1753.
Citología
Número de cromosomas de Erica arborea (Fam. Ericaceae) y táxones infraespecíficos: 2n=24
Etimología
Erica: nombre genérico que deriva del griego antiguo ereíkē (eríkē); latínizado erice, -es f. y erica = "brezo" en general, tanto del género Erica L. como la Calluna vulgaris (L.) Hull, llamada brecina.
tetralix: epíteto que significa "nombre griego para la salud".
Sinonimia
- Erica tetralix var. parviflora Chevall. [1827]
- Erica tetralix var. anandra Coss. & Germ. [1861]
- Erica botuliformis Salisb. [1802]
- Tetralix septentrionalis E.Mey. [1839]
- Ericodes tetralix (L.) Kuntze [1898]
- Erica glomerata Salisb. [1796]
- Eremocallis glomerata Gray[8]
- Erica calycinades J.Forbes
- Erica martinesii Lag. ex Benth.
- Erica rubella Ker Gawl.
- Ericoides glomeratum (Andrews) Kuntze
- Ericoides mackeyi Kuntze
- Ericoides tetralix (L.) Kuntze
- Lamprotis calycinoides G.Don
- Lamprotis rubella G.Don
- Lamprotis rubida G.Don[9]

## Nombres vernáculos
- Castellano: berecebo, berecillo (3), berecillo de las escobas (3), berezo, berezo de humedad, berezo de laguna, berezo de los trampales (3), brecino, brezo de bonal, brezo de las turberas (2), brezo de turbera (6), brezo en cruz (3), brezo tomillar (2), carpazo, carroncha (6), escoba de berecillo, escoba de brecina, escoba de monte, escoba de trampal, escobón, mogaliza (3), mogariza, queiriño setembrino.[10] El número entre paréntesis indica el número de especies con el mismo nombre común.